# Ilha Sherbro
A ilha Sherbro é uma ilha da Serra Leoa, no distrito de Bonthe da província Sul. Está separada do continente africano pelo rio Sherbro a norte e pelo estreito Sherbro a leste.
Tem aproximadamente 32 km de comprimento por 15 km de largura, e 600 km2 de área. O seu ponto mais ocidental é o cabo St. Ann. O seu principal porto e centro comercial é a cidade de Bonthe, no extremo oriental.
Tem 65 km de praias tropicais e o Ministério do Turismo e Desenvolvimento da Serra Leoa tem vários projetos para o desenvolvimento turístico. As principais atividades económicas da ilha são o cultivo de arroz, o turismo e a pesca.
Supõe-se que a ilha Sherbro seja local de criação de tartaruga-verdes, bem como de tartarugas-de-couro. Nas águas da ilha também habita uma importante população de tarpão, muito procurados para pesca desportiva.